# Йон Сгала
Йон Сгала (на румънски: Ion Sgalla) е арумънски учител и духовник, деец на румънската пропаганда сред арумъните и мъгленорумъните, пръв свещеник на румънската църква „Света Троица“ в София.

## Биография
Сгала е роден в 1844 година във влашко (арумънско) семейство в Охрид. През 1869 г. е ръкоположен за румънски свещеник, но патриаршеският митрополит Мелетий Охридски отказва да признае ръкополагането и затова Сгала минава към новооснованата Българска екзархия, която го пръкополага за „първия румънски свещеник“ в Македония. До 1896 година той служи като свещеник и румънски учител в Охрид. След конфликт с българския митрополит, който го обвинява, че не спазва църковните канони, за известно време е затворен. В 1896 година Апостол Маргарит го вика в Цариград по поръка на румънския митрополит Антим и до 1900 година Сгала е свещеник в румънския параклис в османската столица. По време на Първата световна война е интерниран заедно с другите румънски лидери в столицата на България. Умира в Букурещ през пролетта на 1923 година.